# Pronephrium nakaikeanum
Pronephrium nakaikeanum là một loài dương xỉ trong họ Thelypteridaceae. Loài này được R.D.Dixit & Balkrishna mô tả khoa học đầu tiên năm 1990.
Danh pháp khoa học của loài này chưa được làm sáng tỏ. 